# Euridiké
Az Euridiké görög eredetű mitológiai női név, jelentése: mindenben igazságos, jó szándékú.

## Gyakorisága
Az 1990-es években szórványos név, a 2000-es években nem szerepel a 100 leggyakoribb női név között.

## Névnapok
- október 1.[2]

## Híres Euridikék
Euridiké (pontosabban Eurüdiké), III. Amüntasz makedón király felesége. Három makedón király, II. Alexandrosz, III. Perdikkasz és II. Philipposz anyja.